# 효경공주
효경공주(孝敬公主, 생몰년 미상)은 고려의 왕족으로, 현종과 원평왕후의 딸이다. 덕종, 정종, 문종과는 이복 남매이자 이종 사촌이다.

## 생애
고려의 제8대 국왕인 현종(顯宗)과 원평왕후(元平王后) 김씨(金氏)의 딸로 태어났다.
《고려사》 열전에는 '효경공주는 원평왕후 김씨의 소생이다(孝敬公主, 元平王后金氏所生)'라는 한구절 외에 효경공주와 관련한 어떠한 기록도 남아있지 않다.

## 가족 관계
- 조부 : 안종(安宗, ? ~ 996)
- 조모 : 헌정왕후 황보씨(獻貞王后 皇甫氏, ? ~ 992 / 993)
  - 아버지 : 현종(顯宗, 992 ~ 1031)
- 외조부 : 김은부(金殷傅, ? ~ 1017)
- 외조모 : 안산군대부인 이씨(安山郡大夫人 李氏, 생몰년 미상) - 이허겸 딸이며 이자연의 고모
  - 어머니 : 원평왕후 김씨(元平王后 金氏, ? ~ 1028)